# Jaderná elektrárna Kumho
Jaderná elektrárna Kumho (korejsky 금호원자력발전소, Kŭmho wŏndžarjŏk paldžŏnso) je nedokončená jaderná elektrárna v Severní Koreji. Nachází se v provincii Jižní Hamjong, 30 kilometrů severně od města Sinpcho. Projekt byl zrušen v roce 2006. Dva bloky elektrárny by celkově produkovaly hrubý výkon 2084 MW.

## Historie a technické informace

### Počátky
Jaderná elektrárna v Severní Koreji na tomto místě byla plánována již v roce 1985. Sovětský svaz v tom roce oznámil, že v Severní Koreji postaví jadernou elektrárnu o celkovém výkonu 1760 MW. Měla se skládat ze čtyř VVER-440/318, každý o hrubém výkonu přibližně 440 MW. Identický projekt, jako jaderná elektrárna Juragua na Kubě. Později byl projekt přehodnocen na VVER-640.
Dne 26. prosince 1985 podepsal generální tajemník Korejské strany práce odpovídající smlouvu. Tato smlouva také obsahovala, že Severní Korea se bude muset připojit ke Smlouvě o nešíření jaderných zbraní. Kromě toho mělo být rozhodnuto o větší hospodářské spolupráci se Sovětským svazem. Přípravné práce na jaderné elektrárně začaly již v roce 1990. Cílem bylo postavit jadernou elektrárnu kompletně do dvou let. Nicméně pod tlakem MAAE a kvůli hospodářským problémům Sovětského svazu byla elektrárna zrušena.

### Jaderná elektrárna od Jižní Koreji
V říjnu 1994 Severní Korea podepsala smlouvu o ukončení svého jaderného programu. Na oplátku přišla nabídka na výstavbu jaderné elektrárny se dvěma lehkovodními reaktory od Jižní Koreji. 
Japonsko, Jižní Korea a Spojené státy založily 9. března 1995 Organizaci pro rozvoj energetiky na Korejském poloostrově (zkráceně KEDO) jako součást projektu lehkovodního reaktoru. KEDO mělo sloužit k obstarání příslušných finančních prostředků a komponent pro jadernou elektrárnu.
Nový Zéland, Austrálie a Kanada se připojily ke KEDO v roce 1995. V roce 1996 následovaly Indonésie, Chile a Argentina a v roce 1997 Evropská unie a Polsko. V polovině roku 2000 začaly první práce a výstavba infrastruktury, která je pro oba reaktory nezbytná. To zahrnuje mimo jiné výstavbu silnic, bytů, kanceláří, restaurací, zařízení pro volný čas a lékařské péče pro nedaleké město Kumho. Kromě toho bylo zahájeno odstraňování asi 400 000 m³ horniny a suti z hor, kde měly být postaveny dva lehkovodní reaktory. Materiál ze skály byl využit k vybudování vyhrazeného přístavu pro jadernou elektrárnu.
Výstavba prvního reaktoru byla oficiálně zahájena 3. srpna 2002. Druhý reaktor zůstal až do odvolání ve fázi plánování. V listopadu 2002 se objevily zprávy, že Severní Korea nelegálně obohacuje uran. V důsledku toho se KEDO rozhodlo zastavit dodávku těžké ropy naplánovanou na prosinec, jak bylo dohodnuto ve smlouvě. Ve stejném roce byli ze země vyhoštěni všichni inspektoři MAAE z jaderného zařízení v Jongbjonu. 10. ledna 2003 Severní Korea odstoupila od smlouvy a restartovala zařízení v Jongbjonu, jež bylo uzavřeno na základě dříve podepsané smlouvy.
Pokud jde o otázku jaderné elektrárny, bylo přijato několik iniciativ k mírovému vyřešení konfliktu. Mimo jiné se stalo v třístranném jednání se Spojenými státy a Čínou a později znovu v šestistranném jednání, jehož součástí bylo také Japonsko, Rusko a Jižní Korea. Po celý rok 2003 bylo co nejpřesněji udržováno tempo na stavbě a opakovaně byla kontrolována míra ohrožení projektu aktuálními událostmi. Stavba však pokračovala. Později pod tlakem MAAE byla stavba prvního reaktorového bloku 12. prosince 2003 na dobu jednoho roku zastavena.
Od tohoto okamžiku bylo záměrem v rámci tohoto zmrazení stavby konzultovat, jak postupovat s projektem. Zastavení stavby vyžadovalo zachování staveniště, které vyžadovalo pravidelnou údržbu. Obě strany se o projekt nadále zajímaly, ale Severní Korea pro něj nevytvořila potřebné podmínky. Proto bylo 24. listopadu 2004 rozhodnuto o přerušení stavby na další rok. V listopadu 2005 proběhly diskuse o zrušení projektu. Stavba byla ale opět na další rok pozastavena. Dne 8. ledna 2006 KEDO odvezlo všechny pracovníky z místa. Dne 31. května 2006 KEDO oznámilo, že stavba bude zrušena. Důvodem bylo, že Severní Korea by již neplnila smlouvu, která byla s KEDO uzavřena.
Největší investor projektu za 4,6 miliardy dolarů, Jižní Korea, přišel o 931 milionů dolarů. Severní Korea od roku 2005 odebírá z jihokorejské energetické sítě asi 2000 MW, přesně tolik, kolik měla přinést jaderná elektrárna Kumho. Již vyrobené komponenty pro jadernou elektrárnu, včetně parogenerátorů a tlakových nádob reaktorů , byly prodány a použity pro jihokorejské jaderné elektrárny.

### Obnovení plánů
V důsledku uvolnění vztahů s Jižní Koreou v roce 2018 chce Severní Korea kromě opuštění vojenského programu prověřit, zda lze stavbu dvou bloků obnovit a jaké zdroje budou zapotřebí. Technologicky se však oba bloky mají přeměnit na severokorejský lehkovodní reaktor, který má vycházet z reaktoru ve jaderném výzkumném centru Njongbjon.

### Technické detaily
Oba reaktorové bloky měly být tlakovodními reaktory OPR-1000, jež jsou jihokorejské výroby. Výkon měl být 1042 MW hrubý a 1040 MW čistý. Elektrárna by se stala první komerční jadernou elektrárnou v Severní Koreji.

## Informace o reaktorech
| Reaktor | Typ reaktoru | Výkon   | Výkon   | Zahájení výstavby                    | Připojení k síti                     | Uvedení do provozu                   | Uzavření |
| Reaktor | Typ reaktoru | Čistý   | Hrubý   | Zahájení výstavby                    | Připojení k síti                     | Uvedení do provozu                   | Uzavření |
| ------- | ------------ | ------- | ------- | ------------------------------------ | ------------------------------------ | ------------------------------------ | -------- |
| Kumho-1 | OPR-1000     | 1040 MW | 1042 MW | 3. 8. 2002                           | Výstavba zrušena 12. 12. 2003        | Výstavba zrušena 12. 12. 2003        |          |
| Kumho-2 | OPR-1000     | 1040 MW | 1042 MW | Plán na výstavbu zrušen 12. 12. 2003 | Plán na výstavbu zrušen 12. 12. 2003 | Plán na výstavbu zrušen 12. 12. 2003 |          |